# Liste der Botschafter der Vereinigten Staaten in Dänemark
Die Liste der Botschafter der Vereinigten Staaten in Dänemark enthält sämtliche Leiter der US-amerikanischen Vertretung in Kopenhagen seit der Aufnahme diplomatischer Beziehungen im Jahre 1827. Vom 20. Dezember 1941 bis 16. Juni 1945 war die US-Botschaft in Kopenhagen kriegsbedingt geschlossen.

## Liste
| Titel                                                     | Name (Lebensdaten)                           | US-Bundesstaat               | Ernennung     | Akkreditierung | Ende der Mission | Bemerkungen |
| --------------------------------------------------------- | -------------------------------------------- | ---------------------------- | ------------- | -------------- | ---------------- | --- |
| Chargé d’Affaires                                         | Henry Wheaton (1785–1848)                    | New York                     | 3. März 1827  | 20. Sep. 1827  | 29. Mai 1835     | wurde abberufen |
| Chargé d’Affaires                                         | Jonathan F. Woodside (1799–1845)             | Ohio                         | 3. März 1835  | 1. Sep. 1835   | 29. Juni 1841    | |
| Chargé d’Affaires                                         | Isaac Rand Jackson († 1842)                  |                              | 20. Mai 1841  | 12. Okt. 1841  | 27. Juli 1842    | im Dienst verstorben |
| Chargé d’Affaires                                         | William Wallace Irwin (1803–1856)            | Pennsylvania                 | 3. März 1843  | 19. Juni 1843  | 12. Juni 1847    | wurde abberufen |
| Chargé d’Affaires                                         | Robert P. Flenniken (1804–1879)              | Pennsylvania                 | 11. Jan. 1847 | 12. Juni 1847  | 15. Sep. 1849    | wurde abberufen |
| Chargé d’Affaires                                         | Walter Forward (1783–1852)                   | Pennsylvania                 | 8. Nov. 1849  | 15. Juni 1850  | 10. Sep. 1851    | wurde abberufen |
| Chargé d’Affaires                                         | Miller Grieve (1801–1879)                    | Georgia                      | 30. Aug. 1852 | 15. Dez. 1852  | 23. Juni 1853    | aus dem Dienst ausgeschieden                                                                                                |
| Chargé d’Affaires                                         | Henry Bedinger (1812–1858)                   | Virginia                     | 24. Mai 1853  | 13. Okt. 1853  |                  | zum Ministerresident befördert                                                                                              |
| Ministerresident                                          | Henry Bedinger (1812–1858)                   | Virginia                     | 29. Juni 1854 | 23. Sep. 1854  | 10. Aug. 1858    | wurde abberufen |
| Ministerresident                                          | James M. Buchanan (1803–1876)                | Maryland                     | 11. Mai 1858  | 10. Aug. 1858  | 10. Mai 1861     | wurde abberufen |
| Ministerresident                                          | Bradford Ripley Wood (1800–1889)             | New York                     | 22. März 1861 | 18. Aug. 1861  | 15. Nov. 1865    | wurde abberufen |
| Ministerresident                                          | George Helm Yeaman (1829–1908)               | Kentucky                     | 25. Aug. 1865 | 20. Nov. 1865  | 7. Nov. 1870     | wurde abberufen |
| Ministerresident                                          | Michael John Cramer (1835–1898)              | Kentucky                     | 9. Sep. 1870  | 7. Nov. 1870   | 2. Okt. 1876     | wurde abberufen |
| Chargé d’Affaires                                         | Michael John Cramer (1835–1898)              | Kentucky                     | 15. Aug. 1876 | 2. Okt. 1876   | 12. Aug. 1881    | wurde abberufen |
| Chargé d’Affaires                                         | Charles Payson († 1913)                      | Massachusetts                | 30. Juni 1881 | 12. Aug. 1881  | 23. Feb. 1882    | aus dem Dienst ausgeschieden                                                                                                |
| Chargé d’Affaires                                         | James Pyle Wickersham (1825–1891)            | Pennsylvania                 | 1. Mai 1882   | 13. Juni 1882  |                  | zum Ministerresident/Generalkonsul befördert                                                                                |
| Ministerresident Generalkonsul                            | James Pyle Wickersham (1825–1891)            | Pennsylvania                 | 13. Juli 1882 | 21. Aug. 1882  | 8. Sep. 1882     | verließ Dänemark in Richtung Paris                                                                                          |
| Ministerresident Generalkonsul                            | Wickham Hoffman (1821–1900)                  | New York                     | 27. Feb. 1883 | 4. Mai 1883    | 1. Juni 1885     | wurde abberufen |
| Ministerresident Generalkonsul                            | Rasmus Bjorn Anderson (1846–1936)            | Wisconsin                    | 2. Apr. 1885  | 1. Juni 1885   | 28. Aug. 1889    | wurde abberufen |
| Ministerresident Generalkonsul                            | Clark Ezra Carr (1836–1919)                  | Illinois                     | 16. Mai 1889  | 28. Aug. 1889  |                  | zum außerordentlichen Gesandten und bevollmächtigten Minister befördert                                                     |
| Außerordentlicher Gesandter und bevollmächtigter Minister | Clark Ezra Carr (1836–1919)                  | Illinois                     | 30. Juli 1890 | 22. Sep. 1890  | 14. Juli 1893    | wurde abberufen |
| Außerordentlicher Gesandter und bevollmächtigter Minister | John Ewing Risley (1840–?)                   | New York                     | 27. März 1893 | 14. Juli 1893  | 11. Dez. 1897    | wurde abberufen |
| Außerordentlicher Gesandter und bevollmächtigter Minister | Laurits Selmer Swenson (1865–1947)           | Minnesota                    | 4. Okt. 1897  | 11. Dez. 1897  | 27. Mai 1905     | wurde abberufen |
| Außerordentlicher Gesandter und bevollmächtigter Minister | Thomas James O’Brien (1842–1933)             | Michigan                     | 8. März 1905  | 27. Mai 1905   | 5. Juni 1907     | aus dem Dienst ausgeschieden                                                                                                |
| Außerordentlicher Gesandter und bevollmächtigter Minister | Maurice Francis Egan (1852–1924)             | District of Columbia         | 10. Juni 1907 | 6. Sep. 1907   | 16. Dez. 1917    | aus dem Dienst ausgeschieden                                                                                                |
| Außerordentlicher Gesandter und bevollmächtigter Minister | Norman Hapgood (1868–1937)                   | New York                     | 16. Apr. 1919 | 17. Juni 1919  | 9. Dez. 1919     | aus dem Dienst ausgeschieden                                                                                                |
| Außerordentlicher Gesandter und bevollmächtigter Minister | Joseph Clark Grew (1880–1965)                | Massachusetts                | 7. Apr. 1920  | 9. Juni 1920   | 14. Okt. 1921    | aus dem Dienst ausgeschieden                                                                                                |
| Außerordentlicher Gesandter und bevollmächtigter Minister | John Dyneley Prince (1868–1945)              | New Jersey                   | 24. Sep. 1921 | 23. Nov. 1921  | 30. März 1926    | wurde abberufen |
| Außerordentlicher Gesandter und bevollmächtigter Minister | Henry Percival Dodge (1870–1936)             | Massachusetts                | 23. Feb. 1926 | 24. Aug. 1926  | 1. März 1930     | aus dem Dienst ausgeschieden                                                                                                |
| Außerordentlicher Gesandter und bevollmächtigter Minister | Ralph Harman Booth (1873–1931)               | Michigan                     | 22. Jan. 1930 | 13. Juni 1930  | 11. Mai 1931     | zurückgetreten |
| Außerordentlicher Gesandter und bevollmächtigter Minister | Frederick William Backus Coleman (1874–1947) | Minnesota                    | 23. Sep. 1931 | 10. Feb. 1932  | 1. Mai 1933      | |
| Außerordentlicher Gesandter und bevollmächtigter Minister | Ruth Bryan Owen (1885–1954)                  | Florida                      | 13. Apr. 1933 | 29. Mai 1933   | 27. Juni 1936    | aus dem Dienst ausgeschieden                                                                                                |
| Außerordentlicher Gesandter und bevollmächtigter Minister | Alvin Mansfield Owsley (1888–1967)           | Texas                        | 28. Mai 1937  | 16. Juli 1937  | 15. Mai 1939     | aus dem Dienst ausgeschieden                                                                                                |
| Außerordentlicher Gesandter und bevollmächtigter Minister | Ray Atherton (1883–1960)                     | Illinois                     | 7. Aug. 1939  | 8. Sep. 1939   | 5. Juni 1940     | aus dem Dienst ausgeschieden; de facto endete die Mission bereits am 9. April 1940 durch die deutsche Besatzung Kopenhagens |
| Außerordentlicher Gesandter und bevollmächtigter Minister | Monnett Bain Davis (1893–1953)               | Colorado                     | 8. Juni 1945  | 21. Juni 1945  | 10. Jan. 1946    | aus dem Dienst ausgeschieden                                                                                                |
| Außerordentlicher Gesandter und bevollmächtigter Minister | Josiah Marvel (1904–1955)                    | Delaware                     | 13. März 1946 | 23. Apr. 1946  |                  | zum außerordentlichen und bevollmächtigten Botschafter befördert                                                            |
| Außerordentlicher und bevollmächtigter Botschafter        | Josiah Marvel (1904–1955)                    | Delaware                     | 27. Feb. 1947 | 18. März 1947  | 4. März 1949     | aus dem Dienst ausgeschieden                                                                                                |
| Außerordentlicher und bevollmächtigter Botschafter        | Eugenie Anderson (1909–1997)                 | Minnesota                    | 20. Okt. 1949 | 22. Dez. 1949  | 19. Jan. 1953    | aus dem Dienst ausgeschieden                                                                                                |
| Außerordentlicher und bevollmächtigter Botschafter        | Robert Douglas Coe (1902–1985)               | Wyoming                      | 29. Juli 1953 | 25. Sep. 1953  | 1. Juni 1957     | zurückgetreten |
| Außerordentlicher und bevollmächtigter Botschafter        | Val Peterson (1903–1983)                     | Nebraska                     | 26. Juni 1957 | 22. Aug. 1957  | 21. Feb. 1961    | aus dem Dienst ausgeschieden                                                                                                |
| Außerordentlicher und bevollmächtigter Botschafter        | William McCormick Blair (1916–)              | Illinois                     | 29. März 1961 | 9. Mai 1961    | 17. Mai 1964     | aus dem Dienst ausgeschieden                                                                                                |
| Außerordentlicher und bevollmächtigter Botschafter        | Katharine Elkus White (1906–1985)            | New Jersey                   | 8. Apr. 1964  | 2. Juni 1964   | 9. Sep. 1968     | aus dem Dienst ausgeschieden                                                                                                |
| Außerordentlicher und bevollmächtigter Botschafter        | Angier Biddle Duke (1915–1995)               | New York                     | 26. Sep. 1968 | 3. Okt. 1968   | 1. Mai 1969      | aus dem Dienst ausgeschieden                                                                                                |
| Außerordentlicher und bevollmächtigter Botschafter        | Guilford Dudley (1907–2002)                  | Tennessee                    | 13. Mai 1969  | 18. Juni 1969  | 2. Nov. 1971     | aus dem Dienst ausgeschieden                                                                                                |
| Außerordentlicher und bevollmächtigter Botschafter        | Fred Jesse Russell (1916–)                   | Kalifornien                  | 5. Nov. 1971  | 9. Dez. 1971   | 4. Nov. 1972     | aus dem Dienst ausgeschieden                                                                                                |
| Außerordentlicher und bevollmächtigter Botschafter        | Philip Kingsland Crowe (1908–1976)           | Maryland                     | 16. Juli 1973 | 13. Sep. 1973  | 27. Sep. 1975    | aus dem Dienst ausgeschieden                                                                                                |
| Außerordentlicher und bevollmächtigter Botschafter        | John Gunther Dean (1926–)                    | New York                     | 23. Okt. 1975 | 6. Nov. 1975   | 18. Juli 1978    | aus dem Dienst ausgeschieden                                                                                                |
| Außerordentlicher und bevollmächtigter Botschafter        | Warren Demian Manshel (1924–1990)            | New York                     | 22. Juni 1978 | 31. Juli 1978  | 6. März 1981     | aus dem Dienst ausgeschieden                                                                                                |
| Außerordentlicher und bevollmächtigter Botschafter        | John Langeloth Loeb (1930–)                  | New York                     | 30. Juli 1981 | 13. Okt. 1981  | 17. Sep. 1983    | aus dem Dienst ausgeschieden                                                                                                |
| Außerordentlicher und bevollmächtigter Botschafter        | Terence Alphonso Todman (1926–)              | Amerikanische Jungferninseln | 3. Okt. 1983  | 17. Nov. 1983  | 8. Jan. 1989     | aus dem Dienst ausgeschieden                                                                                                |
| Außerordentlicher und bevollmächtigter Botschafter        | Keith Lapham Brown (1925–)                   | Colorado                     | 22. Nov. 1988 | 8. Jan. 1989   | 16. Jan. 1992    | aus dem Dienst ausgeschieden                                                                                                |
| Außerordentlicher und bevollmächtigter Botschafter        | Richard Stone (1928–2019)                    | District of Columbia         | 21. Nov. 1991 | 10. Feb. 1992  | 14. Okt. 1993    | aus dem Dienst ausgeschieden                                                                                                |
| Außerordentlicher und bevollmächtigter Botschafter        | Edward Elliot Elson (1934–)                  | Georgia                      | 22. Nov. 1993 | 18. Jan. 1994  | 25. Juni 1998    | aus dem Dienst ausgeschieden                                                                                                |
| Außerordentlicher und bevollmächtigter Botschafter        | Richard Nelson Swett (1957–)                 | New Hampshire                | 29. Juni 1998 | 8. Sep. 1998   | 6. Juli 2001     | aus dem Dienst ausgeschieden                                                                                                |
| Außerordentlicher und bevollmächtigter Botschafter        | Stuart A. Bernstein (1938–)                  | District of Columbia         | 3. Aug. 2001  | 3. Sep. 2001   | 16. Jan. 2005    | aus dem Dienst ausgeschieden                                                                                                |
| Außerordentlicher und bevollmächtigter Botschafter        | James P. Cain (1957–)                        | North Carolina               | 30. Juni 2005 | 9. Sep. 2005   | 24. Jan. 2009    | aus dem Dienst ausgeschieden                                                                                                |
| Außerordentlicher und bevollmächtigter Botschafter        | Laurie S. Fulton                             | Virginia                     | 13. Juli 2009 | 3. Aug. 2009   | 15. Feb. 2013    | aus dem Dienst ausgeschieden                                                                                                |
| Außerordentlicher und bevollmächtigter Botschafter        | Rufus Gifford (1974–)                        | Massachusetts                | 15. Juli 2013 | 13. Aug. 2009  | 20. Jan. 2017    | wurde abberufen |
| Außerordentlicher und bevollmächtigter Botschafter        | Carla Sands (1960–)                          |                              | 2. Nov. 2017  | 15. Dez. 2017  | 20. Jan. 2021    | wurde abberufen |
|                                                           | Alan Leventhal (1952–)                       |                              | 15. Juni 2022 | 1. Juli 2022   | 20. Jan. 2025    | wurde abberufen |
|                                                           | Jennifer Hall Godfrey                        |                              | 20. Jan. 2025 |                |                  | |